# 伊藤勝
伊藤 勝（いとう まさる、1961年 - ）は、日本のインテリアデザイナー。ITO MASARU DESIGN PROJECT/SEI代表。

## 経歴
1961年、大阪にて誕生。
1987年に東京造形大学を卒業し、1988年にカワサキ・タカオ オフィスに入所。
1991年にカワサキ・タカオ オフィスから独立し、SEIco.,ltd.を設立。
2005年にITO MASARU DESIGN PROJECT/SEIに屋号変更。

## 作品
- WASH&FOLD（東京・神奈川）
- CODY SANDERSON（東京）
- ROYAL FLASH（東京）
- GARDEN 大阪店（大阪）
- 吾亦紅（東京）
- WORDLESS STATEMENT（東京）
- 麺散（東京）
- 石川八郎治商店、K庵（愛知）
  - 店舗のロゴおよび設計デザインのプロデュース[2]。
- BOSIDEING（北京）
- BACKLASH（東京・ロサンゼルス・北京）
- roarguns（東京・上海）
- Kariang（東京）
- Roen 中目黒店（東京）
  - オランダのインテリアデザイン雑誌「フレーム」55号の表紙にもなった[3]。
- VIVRE YOKOHAMA（神奈川）
- B'2nd roppongi(東京）
- 16AOUT complex (東京）
- ATSURO TAYAMA（東京・上海・北京）
- ISSEY MIYAKE MEN（東京・仙台）
- CABANE de ZUCCa / Dragonfly CAFE（東京・札幌・神奈川・パリ）

## 作品展
- 寺山修司の言葉展（2013年10月14日 - 11月4日）[4]